# Iced Earth (musikalbum)
Iced Earth är det amerikanska heavy metal/power metal-bandet Iced Earths första studioalbum. Albumet släpptes november 1990 i Europa och USA i februari 1991 av skivbolaget Century Media. Det är bandets första album, men de hade tidigare släppt demo-EP:n Enter the Realm.

## Låtlista
1. "Iced Earth" – 5:22
2. "Written on the Walls" – 6:07
3. "Colors" – 4:51
4. "Curse the Sky" – 4:41
5. "Life and Death" – 6:08
6. "Solitude" (instrumental) – 1:44
7. "The Funeral" – 6:15
8. "When the Night Falls" – 9:02

## Medverkande
Musiker (Iced Earth-medlemmar)
- Jon Schaffer – bakgrundssång, rytmgitarr
- Gene Adam – sång
- Randy Shawver – sologitarr
- Dave Abell – basgitarr
- Mike McGill – trummor

Bidragande musiker
- Roger Huff – keyboard

Produktion
- Tom Morris – producent, ljudtekniker
- Jon Schaffer – producent, logo
- Axel Hermann – omslagskonst (första utgåvan)
- Rick Borstelman – omslagskonst, logo
- Terry Stevens – foto